# Rij van Padovan

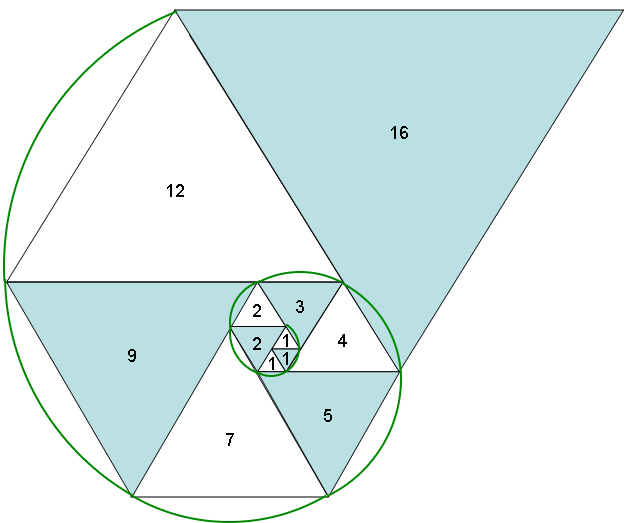
Spiraal van gelijkzijdige driehoeken met zijden volgens de rij van Padovan

De rij van Padovan is een rij van gehele getallen {\displaystyle P_{n}} die wordt gedefinieerd door de beginvoorwaarden:
{\displaystyle P_{0}=P_{1}=P_{2}=1}
en de recurrente betrekking
{\displaystyle P_{n}=P_{n-2}+P_{n-3}}
Het begin van de rij is:
1, 1, 1, 2, 2, 3, 4, 5, 7, 9, 12, 16, 21, 28, 37, 49, 65, 86, 114, 151, 200, ...
De rij is naar de architect en schrijver Richard Padovan genoemd, die zijn ontdekking aan de Nederlandse architect Hans van der Laan toeschreef. De wiskundige Ian Stewart heeft de rij in zijn column Mathematical Recreations in de Scientific American van juni 1996 beschreven.

## Berekeningen
De vergelijking {\displaystyle x^{3}=x+1} volgt uit de substitutie {\displaystyle P_{n}=x_{n}}. Noem het plastische getal ψ de reële oplossing en {\displaystyle q} en {\displaystyle {\bar {q}}} de twee complexe oplossingen van deze vergelijking. Samen met de beginvoorwaarden volgt voor {\displaystyle n>2}:
{\displaystyle P_{n}={\frac {\psi ^{n}}{3\psi ^{2}-1}}+{\frac {q^{n}}{3q^{2}-1}}+{\frac {{\bar {q}}^{n}}{3{\bar {q}}^{2}-1}}}
Zoals de gulden snede {\displaystyle \phi =(1+{\sqrt {5}})/2} de limiet is van de verhouding van twee opeenvolgende getallen in de rij van Fibonacci, is {\displaystyle \psi } de limiet van de verhouding van twee opeenvolgende getallen in de rij van Padovan:
{\displaystyle \psi =\lim _{n\to \infty }{\frac {P_{n}}{P_{n-1}}}.}
De voortbrengende functie van de rij van Padovan is:
{\displaystyle \sum _{n=0}^{\infty }P_{n}x^{n}={\frac {1+x}{1-x^{2}-x^{3}}}}

## Rij van Perrin
De rij van Perrin {\displaystyle Per_{n}} voldoet aan dezelfde recurrente betrekking als de rij van Padovan, maar heeft andere beginvoorwaarden:
{\displaystyle Per_{0}=3}
{\displaystyle Per_{1}=0}
{\displaystyle Per_{2}=2}